# Michael Hofer (Politiker)
Michael Hofer (* 9. Juli 1851 in Hasle bei Burgdorf; † 4. April 1922 in Rüdtligen-Alchenflüh) war ein Schweizer Politiker. Hofer war zunächst Mitglied der FDP und wechselte später zur BGB.

## Leben
Michael Hofer, der einer alteingesessenen, politisch aktiven Hasler Bauernfamilie entstammte, wurde am 9. Juli 1851 als Sohn des Landwirts Christian Hofer auf dem Hof Hasle-Mühle in Hasle bei Burgdorf geboren. Dort besuchte er die Sekundarschule und wurde anschliessend Landwirt in Rüdtligen-Alchenflüh.
Michael Hofer, der mit Bertha (geborene Grossenbacher) verheiratet war, starb am 4. April 1922 in Rüdtlingen-Alchenflühl.

## Politische Tätigkeit
Michael Hofer amtierte in Rüdtlingen-Alchenflühl als Gemeindepräsident. In den Jahren 1898 bis 1909 amtierte er als radikaler Berner Grossen Rat. Nach den Nationalrat vertrat er bis 1919 den 8. Wahlkreis (Bern-Oberaargau) im Nationalrat. Nach seinem Rücktritt trat er der BGB bei. Haas war ein Förderer der Pferdezucht im Amtsbezirk Burgdorf, unter anderem als Mitbegründer und Vizepräsident der Pferdezuchtgenossenschaft Burgdorf sowie als Präsident der Pferdeversicherungsgesellschaft Burgdorf. Daneben war er von 1881 bis 1917 Vorstandsmitglied der Ökonomischen Gesellschaft Bern.